# NGC 158
NGC 158 – gwiazda podwójna znajdująca się w gwiazdozbiorze Wieloryba, widoczna na niebie na północny wschód od galaktyki NGC 157. Jej składniki mają jasność 15,3 i 17,3m. W 1882 roku obserwował ją Wilhelm Tempel, lecz błędnie skatalogował ją jako obiekt typu mgławicowego.